# Бирн, Джон Винсент
Джон Винсент Бирн (9 мая 1928 — 11 января 2024) — американский морской геолог и академик, 12-й ректор Университета штата Орегон с 1984 по 1995 года.
Бирн учился в Гамильтон колледже в своем родном штате Нью-Йорк, где получил степень бакалавра наук в области морской геологии в 1951 году. Позже он продолжил свое обучение и получил степень магистра наук в Колумбийском университете в геологии в 1953 году, и Phd. D в морской геологии из Университет Южной Калифорнии в 1957 году.
С 1960 года Бирн начал работать в Орегонском государственном университете, где служил до 1981 года, занимая должности первого декана Океанографической школы, вице-президента по исследованиям и декана аспирантуры и исследований. В 1981 году, Бирн был назначен президентом Рональдом Рейганом, на должность Председателя Национального управления океанических и атмосферных исследований. Он занимал должность до 1984 года, когда он вернулся в штате Орегон, когда он был назначен президентом, сменив Роберта МакВикара. Бирн оставался в должности до 1995 года, когда его сменил Пол Риссер. Живёт в Корваллисе.